# Extended Unix Code
L'Extended Unix Code è un sistema multibyte di codifica di caratteri usato soprattutto per il giapponese, il cinese ed il coreano. La struttura dell'Extended Unix Code è basata sullo standard ISO-2022.
Questo tipo di codifica si suddivide in:
- EUC-CN: una codifica basata sullo standard GB2312 per i caratteri cinesi semplificati;
- EUC-JP: una variabile della codifica JIS basati su tre elementi, nominati JIS X 0208, JIS X 0212, e JIS X 0201 per la lingua giapponese;
- EUC-KR: una variabile delle codifiche KS X 1001 (detto anche KS C 5601) e KS X 1003 (detto anche KS C 5636)/ISO 646:KR/US-ASCII e KS X 2901 (detto anche KS C 5861) utilizzata per la lingua coreana;
- EUC-TW: una variabile della codifica US-ASCII e CNS 11643, raramente usata per i caratteri cinesi tradizionali poiché più diffusa la codifica Big5.